# Agrias herthae
Agrias herthae är en fjärilsart som beskrevs av Schultze-rhonhof 1938. Agrias herthae ingår i släktet Agrias och familjen praktfjärilar. Inga underarter finns listade i Catalogue of Life.